# Національна екологічна премія (Іспанія)
Національна екологічна премія (ісп. Premio Nacional de Medio Ambiente) — щорічна нагорода Міністерства навколишнього середовища Іспанії з 1986 по 2009 рік. Було вручено кілька премій, деякі з них носили імена видатних натуралістів, таких як Фелікса Родрігеса де ла Фуенте та Лукаси Маллади. У 2009 році, останньому році, кожен із двох лауреатів отримав по 22 000 євро

## Список нагороджених
| Рік  | Назва                                                                     | Лавреат                                                                            | Посилання |
| ---- | ------------------------------------------------------------------------- | ---------------------------------------------------------------------------------- | --------- |
| 1986 | Премія Фелікса Родрігеса де ла Фуенте за охорону природи                  | Хав'єр Франсіско Бласко Зумета                                                     |           |
| 1991 | Національна екологічна премія                                             | Едуардо Мартінес де Пісон (особлива згадка Хоакіну Араухо)                         |           |
| 1992 | Національна екологічна премія                                             | Служба охорони природи                                                             |           |
| 1997 | Національна екологічна премія                                             | Хоакін Араухо                                                                      | [ 2 ]     |
| 1998 | Національна премія за особистість                                         | Педро Коста Мората                                                                 | [ 3 ]     |
| 1998 | Національна премія для громадських організацій                            | AEMS-Річки з життям                                                                | [ 4 ]     |
| 1998 | Національна премія комунікаційних медіа                                   | Хулен Рекондо Браво (Почесна відзнака муніципальній транспортній компанії Мадрида) |           |
| 2000 | Національна премія Лукаса Маллади з економіки та навколишнього середовища | Хосе Мануель Наредо Перес (Почесна грамота міської ради Oріуели)                   | [ 5 ]     |
| 2000 | Національна екологічна водна премія                                       | Центр гідрографічних досліджень Cedex                                              | [ 5 ]     |
| 2000 | Премія Фелікса Родрігеса де ла Фуенте за охорону природи                  | Франсіско Діас Пінеда                                                              | [ 5 ]     |
| 2001 | Національна екологічна водна премія                                       | Рада Женералітату Валенсії з громадських робіт і урбаністики                       | [ 6 ]     |
| 2001 | Національна премія Лукаса Маллади з економіки та навколишнього середовища | Дієго Азкета Оярзун і Карлос Ромеро Лопес                                          | [ 6 ]     |
| 2001 | Премія Фелікса Родрігеса де ла Фуенте за охорону природи                  | Мігель Делібес де Кастро (особлива згадка Хуану Варелі)                            | [ 6 ]     |
| 2001 | Національна екологічна та бізнес-премія                                   | Середземноморський ощадний банк                                                    | [ 6 ]     |
| 2001 | Премія національних парків                                                | Борха Карделус                                                                     | [ 6 ]     |
| 2002 | Національна екологічна водна премія                                       | Група емісарів підводних човнів та екологічної гідравліки університету Кантабрії   | [ 7 ]     |
| 2002 | Національна премія Лукаса Маллади з економіки та навколишнього середовища | Пабло Кампос Паласін                                                               | [ 7 ]     |
| 2002 | Премія Фелікса Родрігеса де ла Фуенте за охорону природи                  | Поділено між WWF/Adena і Ксав'єро Пастором                                         | [ 7 ]     |
| 2002 | Національна екологічна та бізнес-премія                                   | Кооперативне товариство сільськогосподарського маркетингу (COATO)                  | [ 7 ]     |
| 2002 | Національна екологічна журналістська премія                               | Ґуставо Каталан (Eль-Мундo)                                                        |           |
| 2003 | Національна премія Лукаса Маллади з економіки та навколишнього середовища | Рамон Тамамес                                                                      | [ 8 ]     |
| 2003 | Премія Фелікса Родрігеса де ла Фуенте за охорону природи                  | Моніка Фернандес-Асейтуно                                                          | [ 8 ]     |
| 2003 | Національна екологічна водна премія                                       | Наригота                                                                           | [ 8 ]     |
| 2003 | Національна екологічна премія                                             | Хосе Антоніо Вальверде і Хав'єр де Себастьян                                       | [ 8 ]     |
| 2003 | Національна екологічна журналістська премія                               | Ex aequo: Сільвія Гарсія (Antena 3) і Хав'єр Грегорі (Cadena SER)                  | [ 8 ]     |
| 2004 | Премія Фелікса Родрігеса де ла Фуенте за охорону природи                  | Екологи в дії та Марті Боада                                                       | [ 9 ]     |
| 2004 | Національна премія Лукаса Маллади з економіки та навколишнього середовища | Федеріко Агілера Клінк                                                             | [ 9 ]     |
| 2004 | Національна екологічна журналістська премія                               | Ex aequo: Антоніо Черілло та пан Хосе Марія Монтеро Сандовал                       |           |
| 2005 | Національна премія Лукаса Маллади з економіки та навколишнього середовища | Марія Кармен Галластегі Зулайка                                                    |           |
| 2005 | Національна премія охорони природи                                        | Маріо Гавірія Лабарта                                                              | [ 10 ]    |
| 2005 | Національна екологічна журналістська премія                               | Ex aequo: Марія Хосеп Піко Гарсес і Артуро Ларена Ларена                           | [ 11 ]    |
| 2007 | Національна екологічна премія                                             | Empresa de Aceros Inoxidables de Las Tunas (ACINOX-Tunas)                          |           |
| 2008 | Національна екологічна премія                                             | Рада Касo, Астурія                                                                 |           |
| 2009 | Національна екологічна премія                                             | Сантьяго Хосе Рубіо Хорхе та Астурійський фонд захисту диких тварин (FAPAS)        | [ 1 ]     |
| 2009 | Почесна згадка: Премія Фелікса Родрігеса де ла Фуенте за охорону природи  | Хосе Фернандес Бланко, Oceana, «Запам'ятовування та обмін» початковою мережею      | [ 1 ]     |